# Kathedraal van Port-au-Prince
De Kathedraal van Port-au-Prince (Cathédrale Notre-Dame de Port-au-Prince of Cathédrale de Port-au-Prince) was een rooms-katholieke kathedraal in Port-au-Prince, Haïti. Ze werd gebouwd in 1914 en was een toeristische trekpleister. De kathedraal leed zware schade tijdens de aardbeving op 12 januari 2010. Het gebouw is vervallen tot een ruine en er zijn geen vastomlijnde plannen tot wederopbouw.
|  |